# Мостовое (Кировоградская область)
Мостовое (укр. Мостове) — село в Новомиргородской городской общине Новоукраинского района Кировоградской области Украины
Население по переписи 2001 года составляло 7 человек. Почтовый индекс — 26015. Телефонный код — 5256. Код КОАТУУ — 3523886003.

## История
В 1946 году указом ПВС УССР село Янов Мост переименовано в Мостовое.
До 2020 года село входило в Новомиргородский район